# 大野エリ
大野 エリ（おおの えり、1971年2月7日 - ）は、日本の女性声優。リベルタ所属。茨城県出身。

## 来歴
青年座研究所出身。1997年、江崎プロダクション付属養成所入所。2000年、マウスプロモーション（旧・江崎プロダクション）所属。2008年3月、マウスプロモーションを退所。

## 人物
趣味はアロマクラフト作り、猫と遊ぶ・会話する、サッカー観戦、カエル好き。特技は猫・犬の鳴きまね。

## 出演作品

### テレビアニメ
2000年
- 犬夜叉（町娘、村人）
- サイバーシックス（生徒たち、アシスタント）

2002年
- 攻殻機動隊 STAND ALONE COMPLEX（9課オペレーター）
- G-onらいだーす（母親）
- パタパタ飛行船の冒険（アンナ）

2003年
- R.O.D -THE TV-（2003年 - 2004年、ウェイトレス、橘リポーター、受付嬢、アナウンサー）
- ギルガメッシュ（セプテム）
- スクラップド・プリンセス（町人）
- 無人惑星サヴァイヴ（機内アナウンス）

2004年
- お伽草子（女、お天気お姉さん）
- GIRLSブラボー first season（女性B）
- 巌窟王（フランツの母）
- 神無月の巫女
- KURAU Phantom Memory（おばさん、妻）
- 攻殻機動隊 S.A.C. 2nd GIG（9課オペレーター）
- SAMURAI 7（婦人）
- DearS（内村）
- 忘却の旋律（女性秘書）

2005年
- GIRLSブラボー second season（女教師）
- ギャラリーフェイク（バーテン）
- ハチミツとクローバー（看護師A）
- ルパン三世 天使の策略 〜夢のカケラは殺しの香り〜（ブラッディエンジェルス兵）

2006年
- 恋する天使アンジェリーク（2006年 - 2007年、サクリアの精霊） - 2シリーズ

### OVA
- 鴉 -KARAS-（2005年、看護士）
- 攻殻機動隊 STAND ALONE COMPLEX Solid State Society（2006年、9課オペレーター）

### 劇場アニメ
- ぼくの孫悟空（2003年）
- フイチンさん（2004年）
- GHOST IN THE SHELL / 攻殻機動隊2.0（2008年、9課オペレーター）

### ゲーム
- ルパン三世 ルパンには死を、銭形には恋を（2007年）
- 白騎士物語（2008年）

### 吹き替え

#### 映画
- エーミールと探偵たち（フリューゲル）
- カッレ君の冒険（ベンカ役）
- 恋は邪魔者
- ジターノ（ロラ）
- スイミング・プール
- チアリーダー忍者
- チョコレート
- 飛ぶ教室（マルティン）
- パンチドランク・ラブ
- ファイト・バック・トゥ・スクール3（チン・マンジン）
- 普通の人々（ジェニン）
- ブラッド・クライム 血に染まる森（タスティン）
- ブロークン・スカイ（アナ）
- マペットのメリー・クリスマス（サンタクロースの代理人）
- 名犬ラッシー/ラッシーの“クーガーはともだち”（キャロル）
- メラニーは行く!
- L.I.Pサービス（サム）

#### ドラマ
- NIP/TUCK マイアミ整形外科医（スザンヌ）
- パパ（ヘウォン）

#### アニメ
- ロッキーとブルウィンクルの大冒険（ナターシャ）

### テレビ番組
- NHKみんなの手話